# Nicolas Alexis Dorez
Pour les articles homonymes, voir Dorez.
Nicolas Alexis Dorez est un céramiste français, né à Fort-Royal (Martinique) en 1728, et mort à Aprey (Champagne) avant 1761.

## Marques
« D » pour Dorez.